# Далюнден
Далюнде́н (фр. Dalhunden) — коммуна на северо-востоке Франции в регионе Гранд-Эст (бывший Эльзас — Шампань — Арденны — Лотарингия), департамент Нижний Рейн, округ Агно-Висамбур, кантон Бишвиллер. До марта 2015 года коммуна в составе кантона Бишвиллер административно входила в округ Агно.
Площадь коммуны — 7,45 км², население — 962 человека (2006) с тенденцией к росту: 1010 человек (2013), плотность населения — 135,6 чел/км².

## Население
Население коммуны в 2011 году составляло 1005 человек, в 2012 году — 1012 человек, а в 2013-м — 1010 человек.
| 1962 | 1968 | 1975 | 1982 | 1990 | 1999 | 2006 | 2008 | 2011 | 2012 | 2013 |
| ---- | ---- | ---- | ---- | ---- | ---- | ---- | ---- | ---- | ---- | ---- |
| 677  | 691  | 823  | 846  | 867  | 874  | 962  | 975  | 1005 | 1012 | 1010 |

Динамика населения:

## Экономика
В 2010 году из 679 человек трудоспособного возраста (от 15 до 64 лет) 536 были экономически активными, 143 — неактивными (показатель активности 78,9 %, в 1999 году — 74,4 %). Из 536 активных трудоспособных жителей работали 482 человека (266 мужчин и 216 женщин), 54 числились безработными (20 мужчин и 34 женщины). Среди 143 трудоспособных неактивных граждан 40 были учениками либо студентами, 57 — пенсионерами, а ещё 46 — были неактивны в силу других причин.